# Champien
Champien település Franciaországban, Somme megyében. Lakosainak száma 279 fő (2022. január 1.). Champien Beaulieu-les-Fontaines, Margny-aux-Cerises, Solente, Balâtre, Carrépuis, Gruny, Marché-Allouarde, Rethonvillers és Roiglise községekkel határos.

## Népesség
A település népességének változása:
| Lakosok száma | 271  | 265  | 277  | 276  | 283  | 284  | 285  | 286  | 279  |
|               | 2013 | 2015 | 2016 | 2017 | 2018 | 2019 | 2020 | 2021 | 2022 |